# Йорданска рифтова долина
Йорданската рифтова долина също Йорданска долина, Ал Гор, Ал Гхор (на иврит: בִּקְעָת הַיַרְדֵּן Bik'at HaYarden, на арабски: الغور Al-Ghor или Al-Ghawr ), е дълбока тектонска падина в Западна Азия, разположена на териториите на Израел, Йордания и Сирия. Дължина от север на юг около 300 km, най-голяма ширина около 25 km. На север продължава в долината-грабен Бекаа, а на юг – в падината Уади ал Араба и залива залива Акаба до Червено море. От изток и запад е обградена от стръмни склонове с относителна височина 1000 – 1400 m. Долината е безотточна. В нейните предели се намира речната система на река Йордан с езерата Хула и Тивериадско (Галилейско) и Мъртво море. Нивото на последното лежи на -392, а дъното му на -751 m под морското равнище. Бреговете на Мъртво море и районите около долното течение на река Йордан са най-ниското място на земната суша. Климатът на региона и неговата естествена растителност са полупустинни. 